# Sommevoire
Sommevoire est une commune française située dans le département de la Haute-Marne, en région Grand Est.

## Géographie

### Description
Sommevoire est un village situé dans une « cuve » qui se termine avec la côte de la Vigne-au-Loup.

### Communes limitrophes
Les communes limitrophes sont Blumeray, Ceffonds, Dommartin-le-Saint-Père, Doulevant-le-Château, Mertrud, Nully, Thilleux, Trémilly et La Porte du Der.
| Thilleux                        | La Porte du Der  | Mertrud                                      |
| Thilleux Sauvage-Magny Trémilly | Sommevoire       | Mertrud                                      |
| Trémilly Nully                  | Nully ; Blumeray | Dommartin-le-Saint-Père Doulevant-le-Château |

### Hydrographie
La commune est dans la région hydrographique « la Seine de sa source au confluent de l'Oise (exclu) » au sein du bassin Seine-Normandie. Elle est drainée par la Voire, le Ceffondet, la Vivoire, le cours d'eau 01 du Pont Coiliot, le Fossé 01 de la Foontaine aux Aulnes, le Fossé 01 de la Vallée de Bradhdonval, le Fossé 01 des Grandes Plaines, le Conrupt, le ruisseau de Martin-Champ et divers autres petits cours d'eau,.
La Voire, d'une longueur de 56 km, prend sa source dans la commune de Dommartin-le-Franc et se jette  dans l'Aube à Molins-sur-Aube, après avoir traversé 21 communes.
Le Ceffondet, d'une longueur de 29 km, prend sa source dans la commune de Beurville et se jette  dans la Barse à La Porte du Der, après avoir traversé neuf communes.
La Vivoire, d'une longueur de 11 km, prend sa source dans la commune de Wassy et se jette  dans la Voire sur la commune, après avoir traversé cinq communes.

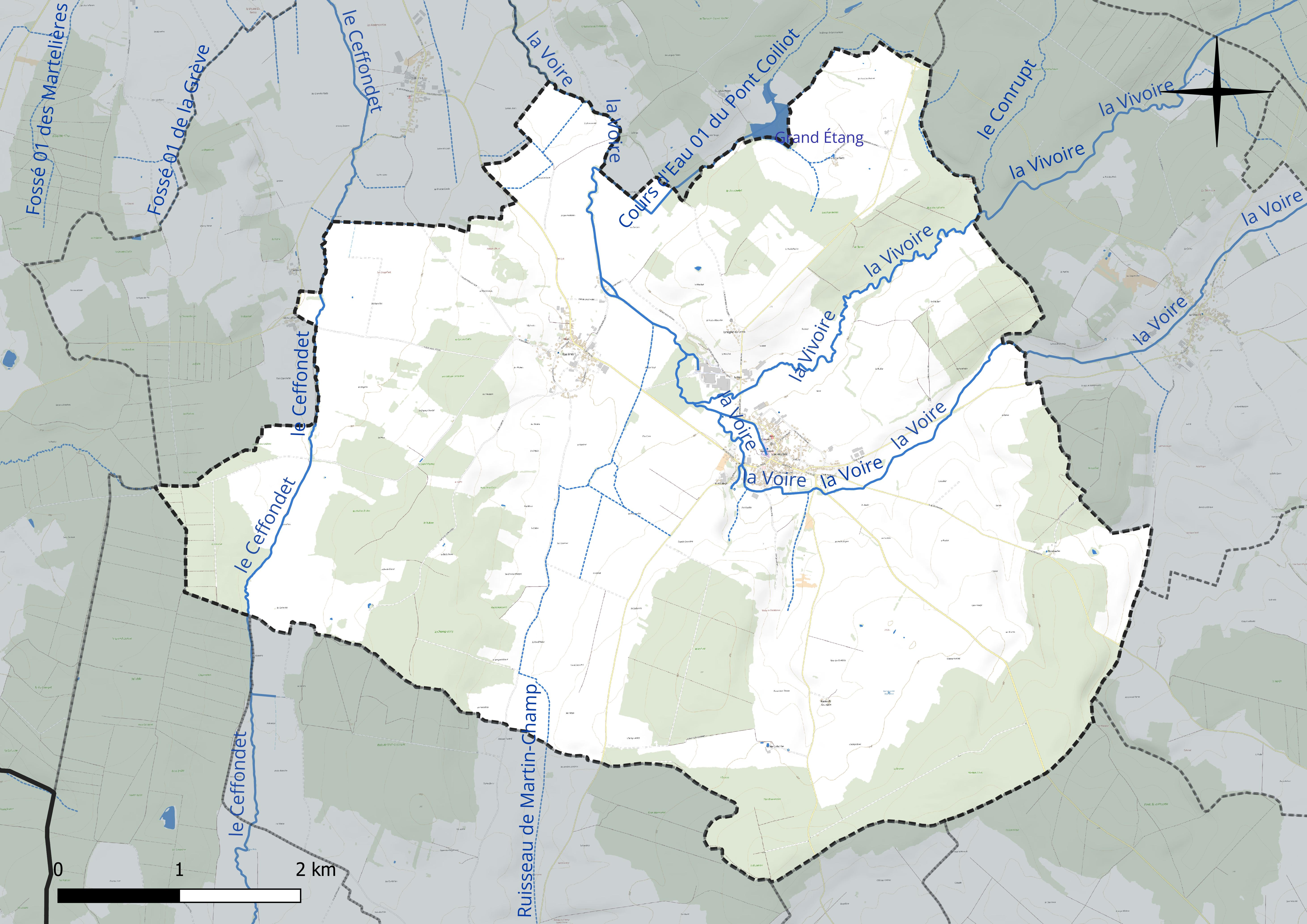
Réseau hydrographique de Sommevoire.

Un plan d'eau complète le réseau hydrographique : le Grand étang, d'une superficie totale de 6,3 ha (0,5 ha sur la commune),.

### Climat
Pour des articles plus généraux, voir Climat du Grand Est et Climat de la Haute-Marne.
En 2010, le climat de la commune est de type climat des marges montargnardes, selon une étude du Centre national de la recherche scientifique s'appuyant sur une série de données couvrant la période 1971-2000. En 2020, Météo-France publie une typologie des climats de la France métropolitaine dans laquelle la commune est exposée à un climat océanique altéré et est dans la région climatique Lorraine, plateau de Langres, Morvan, caractérisée par un hiver rude (1,5 °C), des vents modérés et des brouillards fréquents en automne et hiver.
Pour la période 1971-2000, la température annuelle moyenne est de 10,5 °C, avec une amplitude thermique annuelle de 16,1 °C. Le cumul annuel moyen de précipitations est de 854 mm, avec 12,4 jours de précipitations en janvier et 8,9 jours en juillet. Pour la période 1991-2020, la température moyenne annuelle observée sur la station météorologique de Météo-France la plus proche, « Soulaines », sur la commune de Soulaines-Dhuys à 9 km à vol d'oiseau, est de 11,2 °C et le cumul annuel moyen de précipitations est de 776,4 mm. 
La température maximale relevée sur cette station est de 41,9 °C, atteinte le 25 juillet 2019 ; la température minimale est de −19,1 °C, atteinte le 2 janvier 1997,,.
Les paramètres climatiques de la commune ont été estimés pour le milieu du siècle (2041-2070) selon différents scénarios d'émission de gaz à effet de serre à partir des nouvelles projections climatiques de référence DRIAS-2020. Ils sont consultables sur un site dédié publié par Météo-France en novembre 2022.

## Urbanisme

### Typologie
Au 1er janvier 2024, Sommevoire est catégorisée commune rurale à habitat dispersé, selon la nouvelle grille communale de densité à sept niveaux définie par l'Insee en 2022.
Elle est située hors unité urbaine et hors attraction des villes,.

### Occupation des sols

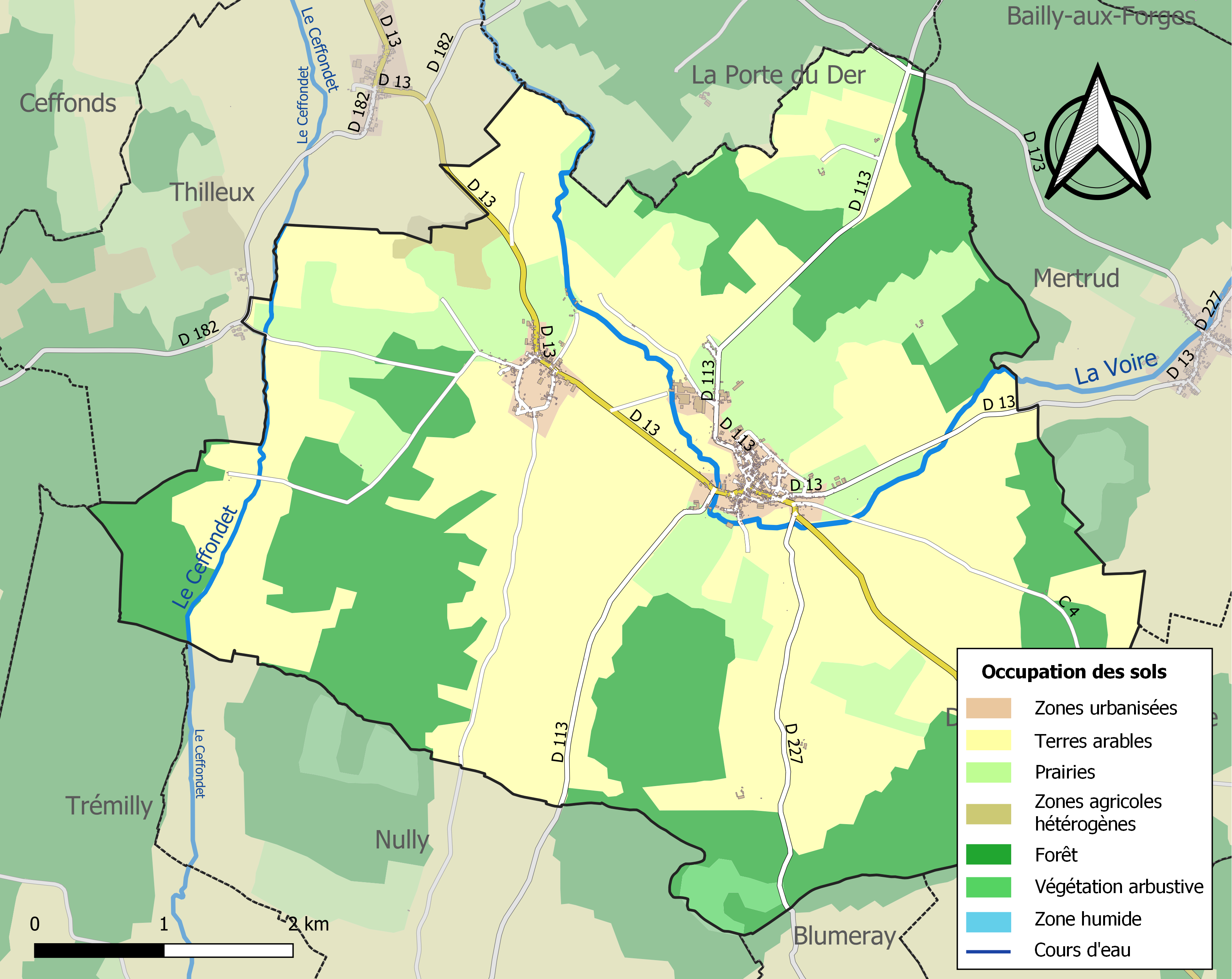
Carte des infrastructures et de l'occupation des sols de la commune en 2018 (CLC).

L'occupation des sols de la commune, telle qu'elle ressort de la base de données européenne d’occupation biophysique des sols Corine Land Cover (CLC), est marquée par l'importance des territoires agricoles (64,7 % en 2018), une proportion sensiblement équivalente à celle de 1990 (64,9 %). La répartition détaillée en 2018 est la suivante : 
terres arables (47,5 %), forêts (32 %), prairies (16,5 %), zones urbanisées (2,4 %), milieux à végétation arbustive et/ou herbacée (0,8 %), zones agricoles hétérogènes (0,7 %). L'évolution de l’occupation des sols de la commune et de ses infrastructures peut être observée sur les différentes représentations cartographiques du territoire : la carte de Cassini (XVIIIe siècle), la carte d'état-major (1820-1866) et les cartes ou photos aériennes de l'IGN pour la période actuelle (1950 à aujourd'hui).

### Habitat et logement
En 2018, le nombre total de logements dans la commune était de 356, alors qu'il était de 363 en 2013 et de 352 en 2008.
Parmi ces logements, 80 % étaient des résidences principales, 5,2 % des résidences secondaires et 14,8 % des logements vacants. Ces logements étaient pour 91,5 % d'entre eux des maisons individuelles et pour 7,9 % des appartements.
Le tableau ci-dessous présente la typologie des logements à Sommevoire en 2018 en comparaison avec celle de la Haute-Marne et de la France entière. Une caractéristique marquante du parc de logements est ainsi une proportion de résidences secondaires et logements occasionnels (5,2 %) inférieure à celle du département (7,5 %) et e à celle de la France entière (9,7 %). Concernant le statut d'occupation de ces logements, 76,6 % des habitants de la commune sont propriétaires de leur logement (74,7 % en 2013), contre 64,7 % pour la Haute-Marne et 57,5 % pour la France entière.
| Typologie                                               | Sommevoire | Haute-Marne | France entière |
| ------------------------------------------------------- | ---------- | ----------- | -------------- |
| Résidences principales (en %)                           | 80         | 80,8        | 82,1           |
| Résidences secondaires et logements occasionnels (en %) | 5,2        | 7,5         | 9,7            |
| Logements vacants (en %)                                | 14,8       | 11,7        | 8,2            |

## Toponymie
Au cours de la Révolution française, la commune porta provisoirement le nom de Baubiac.

## Histoire

### Antiquité

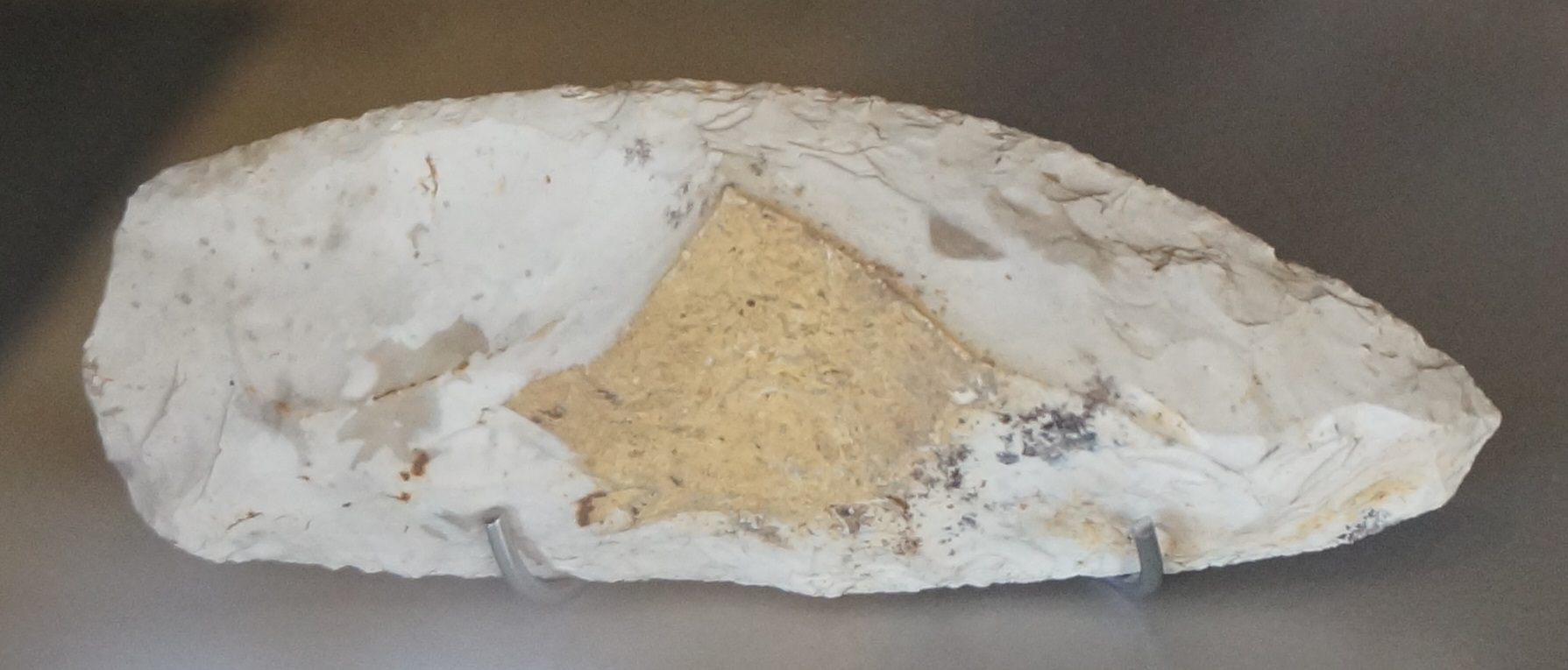
Silex du paléolithique moyen au Musée municipal de Saint-Dizier.

Une trace de présence romaine a été prouvée par la découverte du trésor monétaire au Ravin de Brandonval en 1770, il y avait deux cent soixante pièces : Auguste, Tibère, Marc-Aurèle... Deux pièces près de la fontaine qui était d'Antonin le Pieux en 1802. Mais aussi des restes de canalisation romaine au Marchat et d'autre vestiges de construction au Sables-Noirs.

### Ancien Régime
Sommevoire a été la propriété des moines de Montier-en-Der. Le village comprend deux paroisses : Notre-Dame et Saint-Pierre.[réf. nécessaire]

### Époque contemporaine

Sommevoire au tout début du XXe siècle
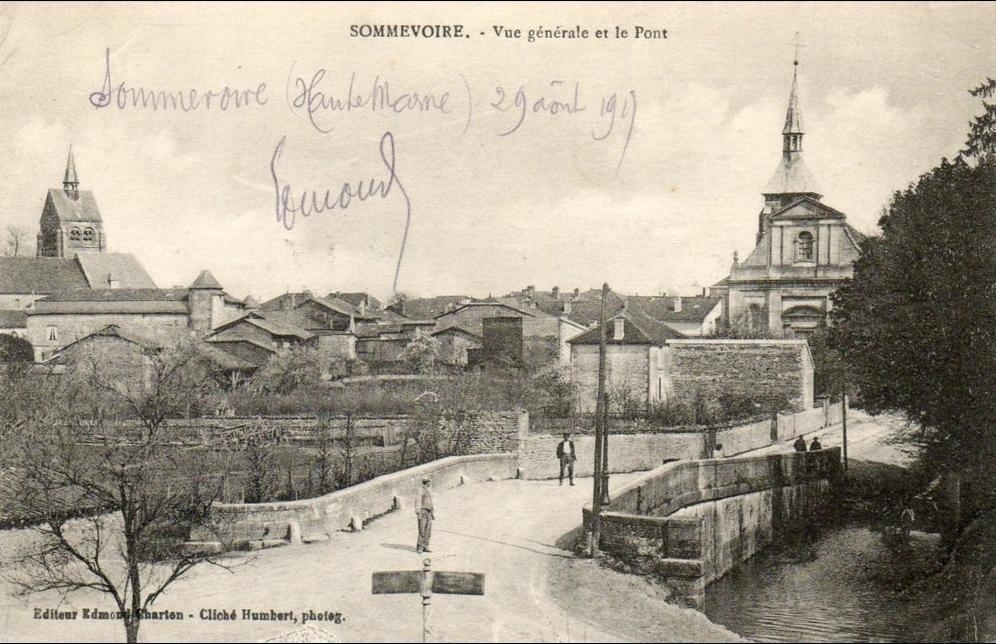
Vue générale et le Pont.
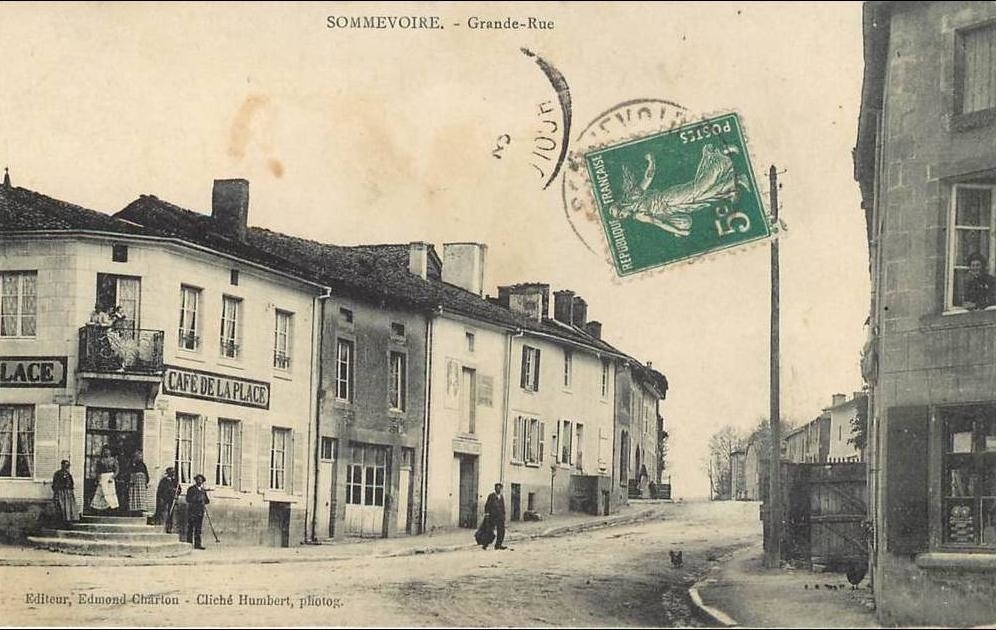
Grande-Rue.
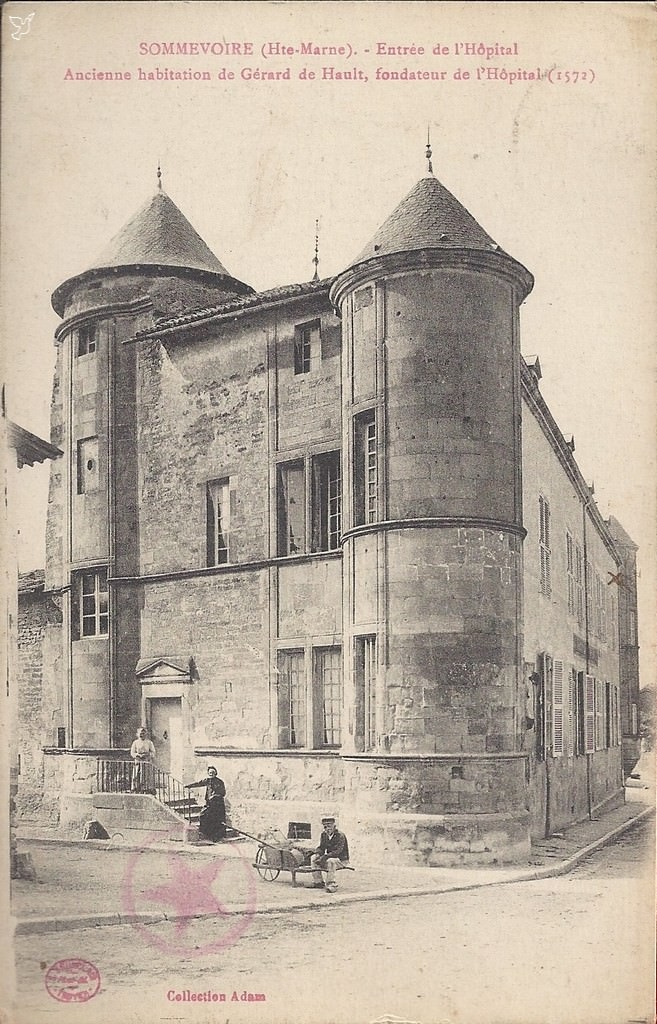
Entrée de l'ehôpital, ancienne habitation de Gérard de Hault, fondateur de l'hôpital (1572).
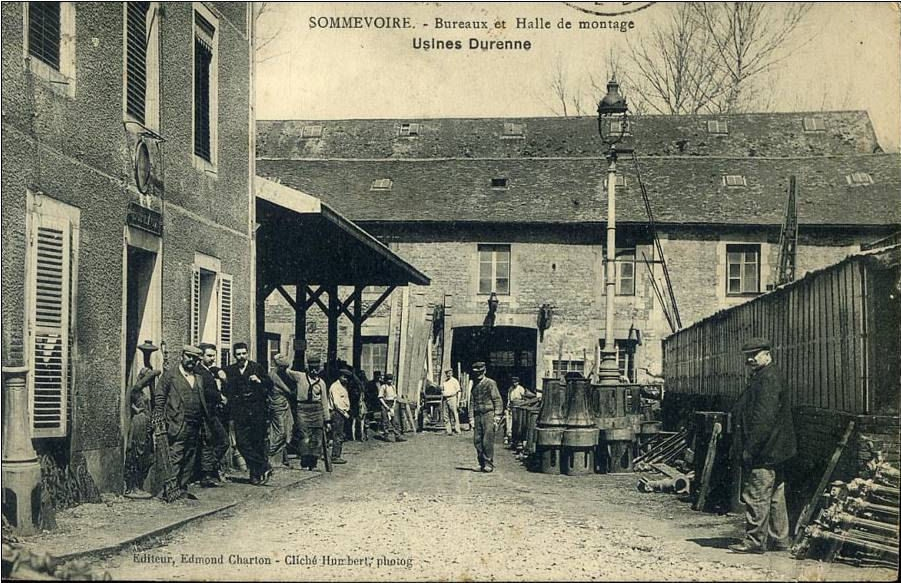
Bureaux et halle de montage de l'usine Durenne.
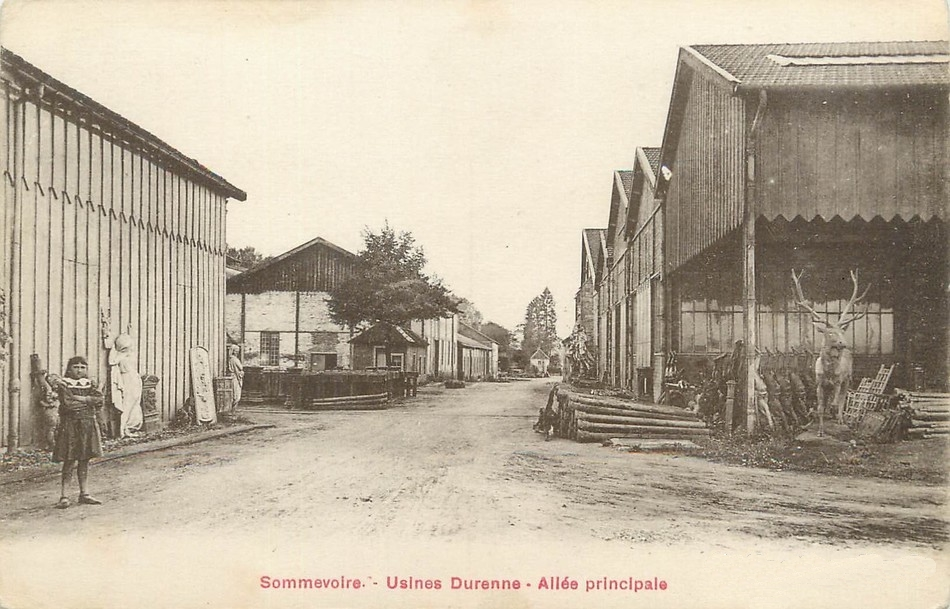
Usine Durenne: allée principale.

En 1972, la commune, alors peuplée de 747 habitants, a absorbé celle voisine de Rozières elle-même peuplée de 161 habitants,.

## Politique et administration

### Rattachements administratifs et électoraux

#### Rattachements administratifs
La commune se trouve depuis 1943 dans l'arrondissement de Saint-Dizier du département de la Haute-Marne.
Après avoir été fugacement chef-lieu de canton en 1793, elle faisait partie depuis 1801 du canton de Montier-en-Der. Dans le cadre du redécoupage cantonal de 2014 en France, cette circonscription administrative territoriale a disparu, et le canton n'est plus qu'une circonscription électorale.

#### Rattachements électoraux
Pour les élections départementales, la commune fait partie depuis 2014 du canton de Wassy
Pour l'élection des députés, elle fait partie de la deuxième circonscription de la Haute-Marne.

### Intercommunalité
Sommevoire était membre  depuis 2009 de la petite communauté de communes du Pays du Der, un établissement public de coopération intercommunale (EPCI) à fiscalité propre créé en 1996 et auquel la commune avait transféré un certain nombre de ses compétences, dans les conditions déterminées par le code général des collectivités territoriales.
Dans le cadre des dispositions de la loi portant nouvelle organisation territoriale de la République du 7 août 2015, qui prévoit que les établissements publics de coopération intercommunale (EPCI) à fiscalité propre doivent avoir un minimum de 15 000 habitants, cette intercommunalité a fusionné avec ses voisines pour former, le 1er janvier 2017, la communauté d'agglomération Saint-Dizier, Der et Blaise dont est désormais membre la commune.

### Liste des maires
| Période                                  | Période                        | Identité                 | Étiquette | Qualité        |
| ---------------------------------------- | ------------------------------ | ------------------------ | --------- | -------------- |
| Les données manquantes sont à compléter. |                                |                          |           |                |
| 1989                                     | 2014                           | Christian Adam           | PS        |                |
| 2014                                     | décembre 2022                  | Hubert Descharmes        |           | Démissionnaire |
| décembre 2022                            | En cours (au 16 décembre 2022) | Philippe Chassende-Baroz |           | Artisan        |

## Population et société

### Démographie
L'évolution du nombre d'habitants est connue à travers les recensements de la population effectués dans la commune depuis 1793. Pour les communes de moins de 10 000 habitants, une enquête de recensement portant sur toute la population est réalisée tous les cinq ans, les populations de référence des années intermédiaires étant quant à elles estimées par interpolation ou extrapolation. Pour la commune, le premier recensement exhaustif entrant dans le cadre du nouveau dispositif a été réalisé en 2004.

En 2022, la commune comptait 648 habitants, en évolution de −8,35 % par rapport à 2016 (Haute-Marne : −4,62 %, France hors Mayotte : +2,11 %).
| 1793  | 1800  | 1806 | 1821  | 1831 | 1836 | 1841  | 1846  | 1851  |
| ----- | ----- | ---- | ----- | ---- | ---- | ----- | ----- | ----- |
| 1 022 | 1 069 | 996  | 1 014 | 954  | 997  | 1 034 | 1 174 | 1 171 |

| 1856  | 1861  | 1866  | 1872  | 1876  | 1881  | 1886  | 1891  | 1896  |
| ----- | ----- | ----- | ----- | ----- | ----- | ----- | ----- | ----- |
| 1 170 | 1 257 | 1 314 | 1 274 | 1 256 | 1 204 | 1 106 | 1 175 | 1 189 |

| 1901  | 1906  | 1911  | 1921 | 1926 | 1931 | 1936 | 1946 | 1954 |
| ----- | ----- | ----- | ---- | ---- | ---- | ---- | ---- | ---- |
| 1 121 | 1 065 | 1 023 | 840  | 864  | 860  | 821  | 756  | 782  |

| 1962 | 1968 | 1975 | 1982 | 1990 | 1999 | 2004 | 2006 | 2009 |
| ---- | ---- | ---- | ---- | ---- | ---- | ---- | ---- | ---- |
| 807  | 747  | 850  | 804  | 792  | 776  | 763  | 741  | 743  |

| 2014 | 2019 | 2022 | - | - | - | - | - | - |
| ---- | ---- | ---- | - | - | - | - | - | - |
| 716  | 664  | 648  | - | - | - | - | - | - |

## Économie
La fonderie GHM a son siège sur la commune, c'est une entreprise du patrimoine vivant.

## Culture locale et patrimoine

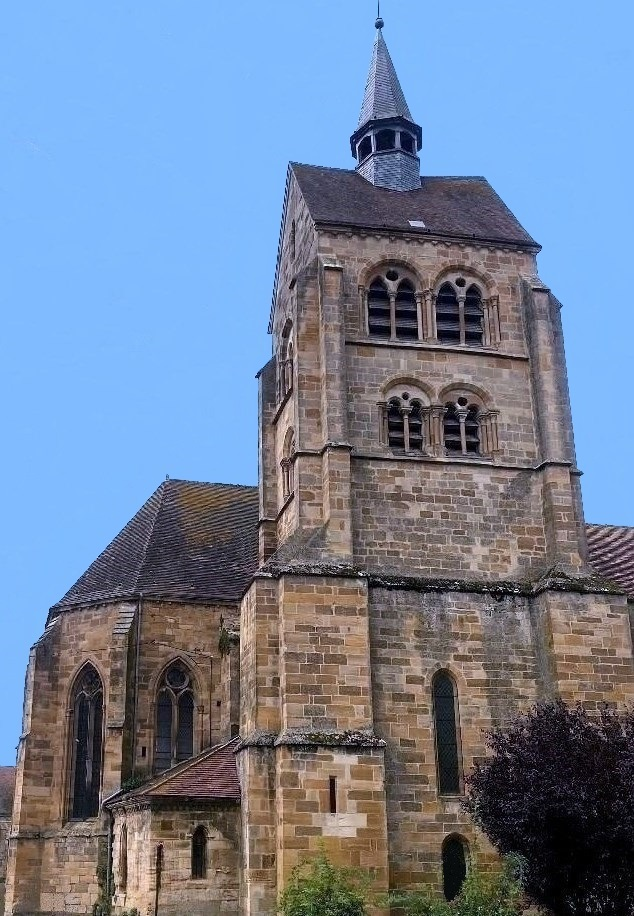
L'église Notre-Dame

### Lieux et monuments

#### Patrimoine religieux
Sommevoire possède la particularité d'avoir deux églises.
- L'église Saint-Pierre[28] a été partiellement réhabilitée en 1977[29] par l'association des Compagnons de Saint-Pierre[30] et l'autre est en très bon état de conservation. Elle a fait l’objet d’une inscription au titre des monuments historiques en 1971[31].
- L'église Notre-Dame a fait l'objet d'un classement au titre des monuments historiques en 1909[32].

#### Patrimoine industriel
- Le village possède également un lieu dans lequel sont entreposés des modèles de statues réalisées à la fonderie de Sommevoire. Ce lieu est nommé le « Paradis » et il peut être visité.

Dans le Paradis sont compris le colombier (qui peut être loué) ainsi que deux granges pour les différents modèles. À l'arrière existe un petit jardin avec un futur bassin. Là-bas sont entrepris des travaux de rénovation par les jeunes de Sommevoire qui souhaitent s'y inscrire et sont dirigés par M. Thil. Il y a une cour à l'intérieur du monument dont une partie a déjà été dévastée par l'usure du vent et celle du temps. L'association « Les compagnons de Saint-Pierre »  essaie de préserver ce site.
- Fonderie GHM (Générale Hydraulique et Mécanique)[33]. Autrefois fonderie Durenne, là  étaient coulées un grand nombre de statues expédiées dans de nombreux pays. Aujourd'hui, GHM fabrique essentiellement du mobilier urbain et reçoit des commandes pour des statues, des fontaines telles les fontaines Wallace à Paris. Dans cette usine, travaillent environ 400 employés.

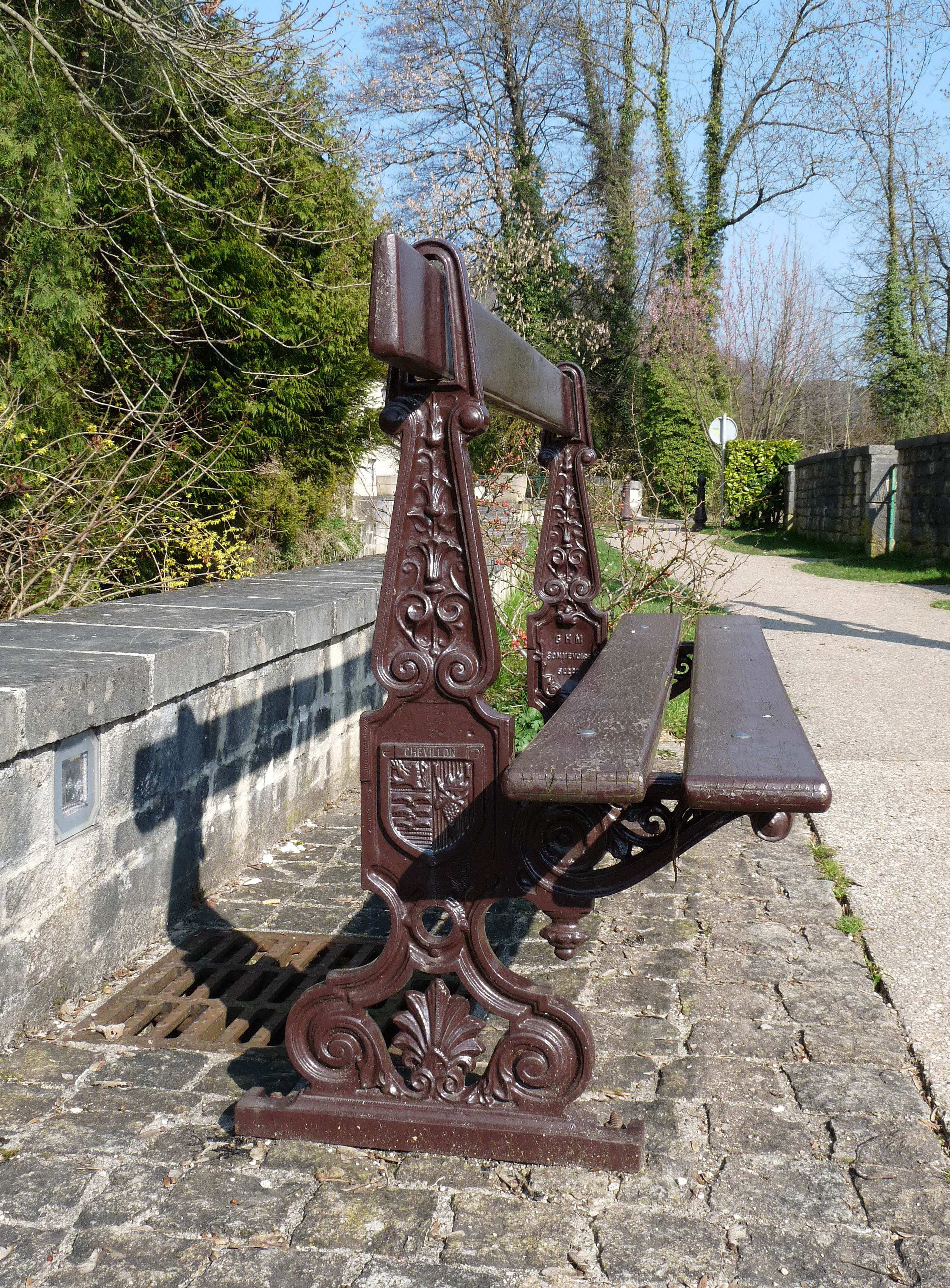
Banc public GHM.
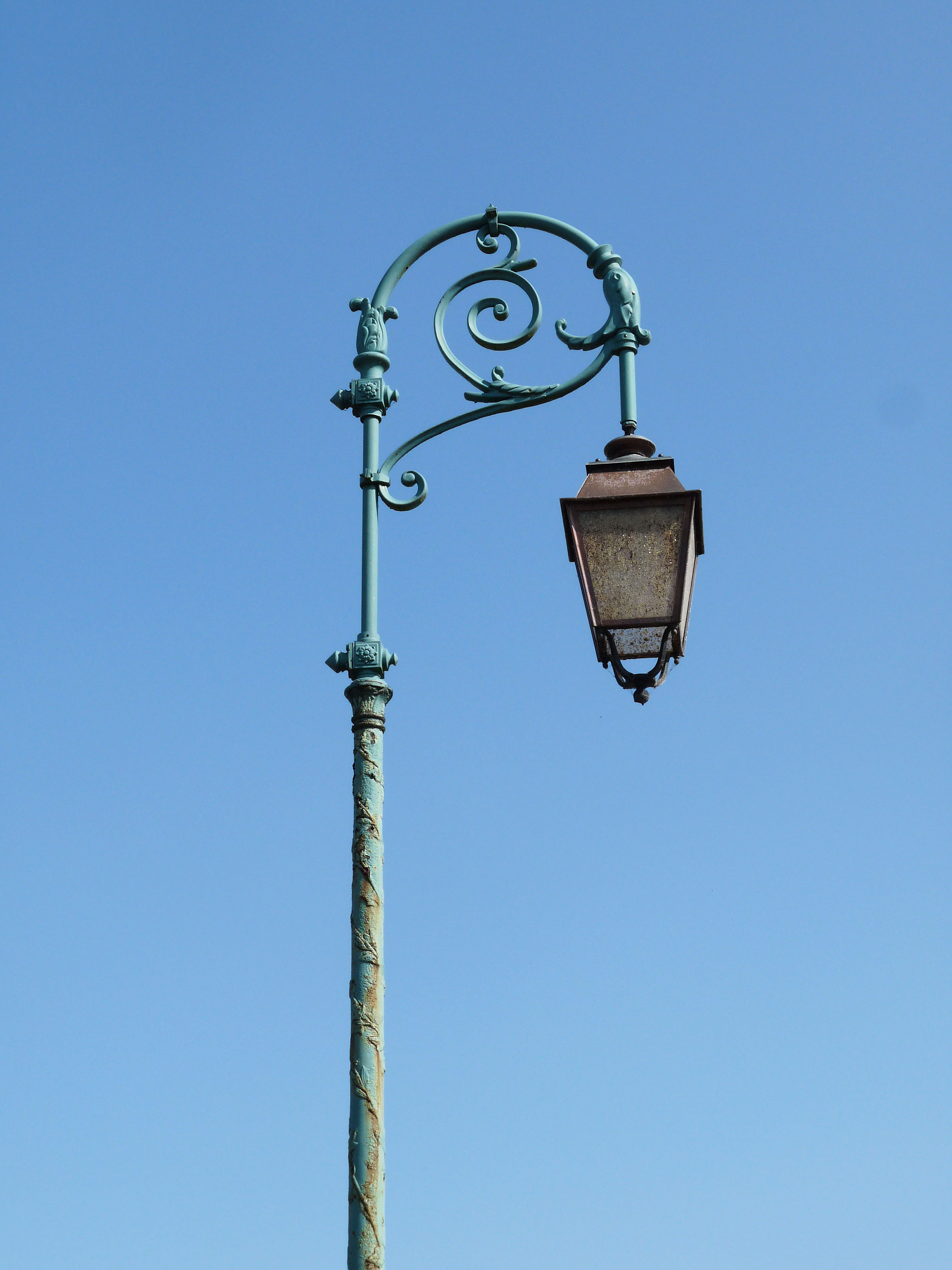
Lampadaire GHM.
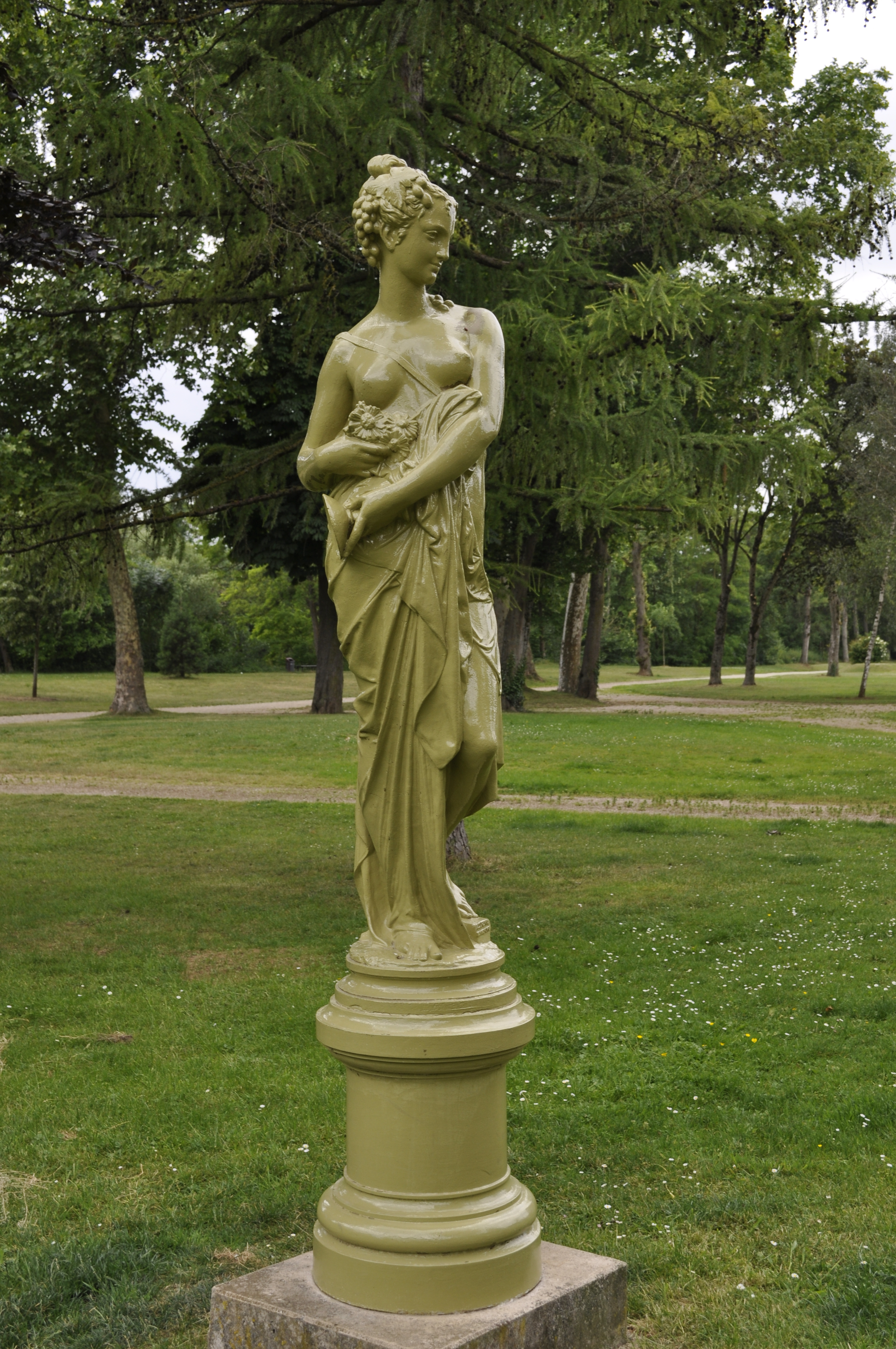
Hélène Bertaux : Automne, statue en fonte, parc du Jard, Saint-Dizier (fonderie d'art A. Durenne)
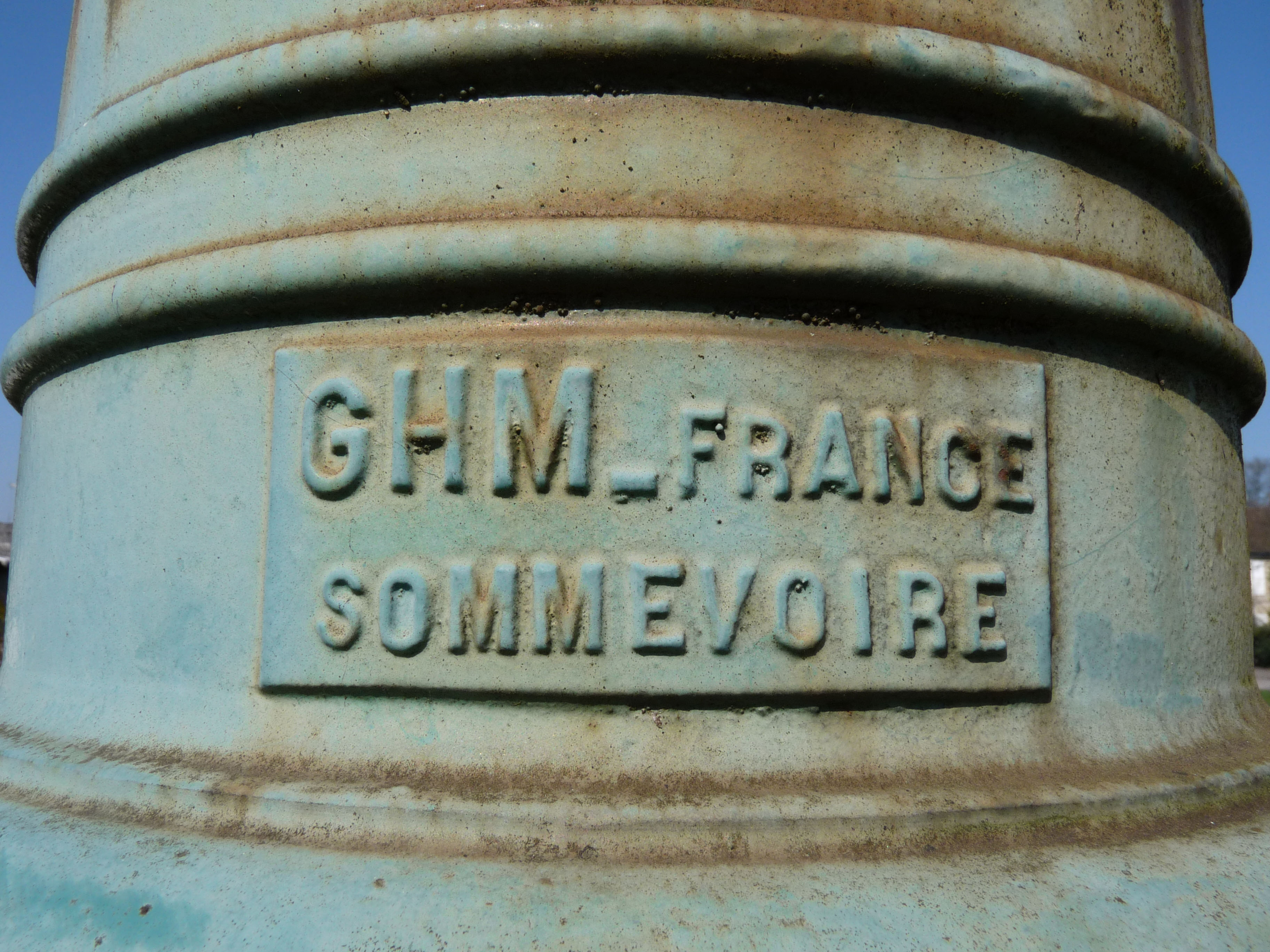
Signature GHM.

#### Patrimoine hospitalier
Devenu veuf, Gérard de Hault fonde un hôpital à Sommevoire au milieu du XVIe siècle, le dotant de revenus lui garantissant une autonomie de gestion. Il réserve à sa descendance masculine le droit de nomination du chapelain de cet hôpital. C'est ainsi que nous saurons que sa descendance masculine s'est éteinte durant le XVIIe siècle. Les chapelains ultérieurs sont choisis au sein d'une autre famille de Hault présente conjointement à Sommevoire. Cet hôpital rural est transformé à la fin du XXe siècle en maison de retraite. Une plaque de fonte apposée sur une tour de l'hôpital commémore cette vénérable fondation.

### Personnalités liées à la commune
- L'imprimeur Nicolas Jenson, actif à Venise de 1470 à 1480, est né vers 1420 à Sommevoire.
- Claude Remy (1719-1786), maître écrivain et précepteur français, né à Rozières paroisse Saint-Pierre de Sommevoire.
- Claude François Joseph Reibell (1760 à Sommevoire-1847 à Strasbourg), homme politique.
- Le sculpteur Édouard Drouot (1859-1945) est né à Sommevoire.
- Antoine Durenne (1822-1895),  sculpteur et fondeur d'art français, propriétaire de la fonderie de Sommevoire.

### Héraldique
| Blason de Sommevoire | Blason  | D'azur à la tour d'argent ouverte, ajourée et maçonnée de sable, d'où sort une source aussi d'argent, ladite tour surmontée d'une étoile d'or. |
| Blason de Sommevoire | Détails | Le statut officiel du blason reste à déterminer.                                                                                               |